# Sudamericano Juvenil A de Rugby 2013
El Sudamericano Juvenil A de Rugby del 2013 fue la vigésima octava edición del torneo organizado por la Confederación Sudamericana y la Confederación Brasilera (CBRu). La ciudad que recibió el torneo fue São José dos Campos en el estado de São Paulo que ya tenía experiencia en celebrar otros torneos continentales como el Juvenil B del 2008 y los seven del 2009 en femenino y masculino.
El 13 de septiembre se realizó el lanzamiento del campeonato con una conferencia de prensa en la que estuvieron presentes autoridades de la CBRu, el secretario de deportes de la ciudad y el capitán y el entrenador del conjunto local. Luego de los 6 partidos que se disputaron en el ADC Panasonic, la selección argentina se coronó campeona y la uruguaya recuperó el segundo puesto luego de tres años, ese logro le significó la clasificación al Mundial Juvenil B del 2014.

## Ronda de clasificación
Existió un partido preliminar entre Paraguay y Brasil para definir el cuarto y último cupo al Sudamericano. Paraguay llegó a esta instancia por ser último de la División A 2012 y Brasil en calidad de campeón de la División B 2012. Este partido se celebró en Asunción del Paraguay y la victoria fue para el visitante.
| 2 de junio de 2013                 | Paraguay | 11 - 15 | Brasil | cancha del CURDA, Asunción, Paraguay  |  |
|                                    |          |         |        | Árbitro(s): Emilio Traverso Argentina |  |
| Brasil clasifica al Sudamericano A |          |         |        |                                       |  |

## Equipos participantes[5]
- Selección juvenil de rugby de Argentina (Pumas M19)
- Selección juvenil de rugby de Brasil (Tupís M19)
- Selección juvenil de rugby de Chile (Cóndores M19)
- Selección juvenil de rugby de Uruguay (Teros M19)

## Posiciones
| Pos. | Equipo    | Encuentros | Encuentros | Encuentros | Encuentros | Tantos  | Tantos    | Tantos     | Puntos |
| Pos. | Equipo    | jugados    | ganados    | empatados  | perdidos   | a favor | en contra | diferencia | Puntos |
| ---- | --------- | ---------- | ---------- | ---------- | ---------- | ------- | --------- | ---------- | ------ |
| 1    | Argentina | 3          | 3          | 0          | 0          | 257     | 3         | + 254      | 9      |
| 2    | Uruguay   | 3          | 2          | 0          | 1          | 64      | 94        | - 30       | 6      |
| 3    | Chile     | 3          | 1          | 0          | 2          | 25      | 122       | - 97       | 3      |
| 4    | Brasil    | 3          | 0          | 0          | 3          | 13      | 140       | - 127      | 0      |

Nota: Se otorgan 3 puntos al equipo que gane un partido, 1 al que empate y 0 al que pierda

## Resultados[6]

### Primera fecha
| 15 de septiembre 13:00 | Brasil | 7 - 18  | Chile | ADC Panasonic, São José dos Campos, Brasil |                                       |
|                        |        | Reporte |       | Árbitro(s): Alejandro Longres Uruguay      | Árbitro(s): Alejandro Longres Uruguay |

| 15 de septiembre 15:30 | Argentina | 84 - 0  | Uruguay | ADC Panasonic, São José dos Campos, Brasil |                                     |
|                        |           | Reporte |         | Árbitro(s): Henrique Platais Brasil        | Árbitro(s): Henrique Platais Brasil |

### Segunda fecha
| 18 de septiembre 13:00 | Brasil | 3 - 39  | Uruguay | ADC Panasonic, São José dos Campos, Brasil |                                  |
|                        |        | Reporte |         | Árbitro(s): Juan Gómez Argentina           | Árbitro(s): Juan Gómez Argentina |

| 18 de septiembre 15:30 | Argentina | 90 - 0  | Chile | ADC Panasonic, São José dos Campos, Brasil |                                      |
|                        |           | Reporte |       | Árbitro(s): Ricardo Sant'Anna Brasil       | Árbitro(s): Ricardo Sant'Anna Brasil |

### Tercera fecha
| 21 de septiembre 13:00 | Chile | 7 - 25  | Uruguay | ADC Panasonic, São José dos Campos, Brasil |                                  |
|                        |       | Reporte |         | Árbitro(s): Juan Gómez Argentina           | Árbitro(s): Juan Gómez Argentina |

| 21 de setiembre 15:30 | Brasil | 3 - 83  | Argentina | ADC Panasonic, São José dos Campos, Brasil |                                       |
|                       |        | Reporte |           | Árbitro(s): Alejandro Longres Uruguay      | Árbitro(s): Alejandro Longres Uruguay |

| Bandera de Argentina    |
| Campeón Argentina       |
| Vigésimo séptimo título |

## Clasificación para el Trofeo Mundial
Las selecciones de Brasil, Chile y Uruguay lucharon por conseguir un cupo para el Trofeo Mundial de Hong Kong 2014 (2ª división) mientras que Argentina estaba clasificada antes del torneo para el Campeonato Mundial Juvenil de Nueva Zelanda 2014 (1ª división). Los ganadores del triangular clasificatorio fueron Los Teritos al vencer 39 - 3 a Brasil y 25 - 7 a Chile.